# 德林 (英國國會選區)
德林（英語：Delyn），英國國會一郡選區，位於威爾斯東北部弗林特郡北部。始設於1983年。
本區至1992年支持保守黨，此後一直支持工黨。2010年大選中，大衛·漢森以40.8%選票勝出該區四度連任。